# Грос-Герау (район)
Грос-Герау (нем. Groß-Gerau) — район в Германии. Центр района — город Грос-Герау. Район входит в землю Гессен. Подчинён административному округу Дармштадт. Занимает площадь 453 км². Население — 254,7 тыс. чел. (2010). Плотность населения — 562 человек/км².
Официальный код района — 06 4 33.
Район подразделяется на 14 общин.

## Города и общины
1. Рюссельсхайм (59 902)
2. Мёрфельден-Вальдорф (34 062)
3. Грос-Герау (23 431)
4. Ридштадт (21 461)
5. Гинсхайм-Густавсбург (15 913)
6. Раунхайм (14 791)
7. Бюттельборн (13 673)
8. Кельстербах (13 341)
9. Требур (13 163)
10. Бишофсхайм (12 645)
11. Гернсхайм (10 161)
12. Наухайм (10 039)
13. Бибесхайм (6420)
14. Штокштадт (5676)

(30 июня 2010)